# Prémios Autores de 2013
A 4ª Edição dos Prémios Autores ocorreu a 26 de fevereiro de 2013, no Centro Cultural de Belém, Portugal.

## Vencedores
NotaOs vencedores estão destacados a negrito.

### Artes visuais
- Melhor trabalho de fotografia
  - Usura de Paulo Nozolino
  - Forever Young de Alfredo Cunha
  - Encontros da Imagem Braga 2012

- Melhor exposição de artes plásticas
  - Presente e Passado 2012 - 1950 de Nikias Skapinakis
  - Parque de Escultura Contemporânea Almourol em Vila Nova da Barquinha
  - O Ser Urbano, nos caminhos de Nuno Portas de Nuno Portas, Guimarães - Capital Europeia da Cultura

- Melhor trabalho cenográfico
  - Casas Pardas de Pedro Tudela
  - A Farsa da Rua W de Rita Lopes Alves
  - Pelo Prazer de a Voltar a Ver de Rui Francisco

### Cinema
- Melhor argumento
  - Linhas de Wellington de Carlos Saboga
  - Tabu de Miguel Gomes e Mariana Ricardo
  - A Moral Conjugal de Artur Serra Araújo

- Melhor atriz
  - Rita Durão em A Vingança de uma Mulher
  - Ana Brandão em Paixão
  - Victória Guerra em Linhas de Wellington

- Melhor ator
  - Carlos Santos em Operação Outono
  - Nuno Lopes em Linhas de Wellington
  - Carloto Cotta em Tabu

- Melhor filme
  - Tabu de Miguel Gomes
  - É na Terra não é na Lua de Gonçalo Tocha
  - Deste Lado da Ressureição de Joaquim Sapinho

### Dança
- Melhor coreografia
  - Perda Preciosa de Rui Lopes Graça
  - A Ballet Story de Victor Hugo Pontes
- Vontade de Ter Vontade de Cláudia Dias

### Literatura
- Melhor livro infantojuvenil
  - Achimpa de Catarina Sobral
  - Os Ciganos de Sophia de Mello Breyner e Pedro Sousa Tavares, ilustração de Danuta Wojciechowska
  - Pequeno livro das coisas de João Pedro Mésseder, ilustração de Rachel Caiano

- Melhor livro de poesia
  - A criança em ruína de José Luís Peixoto
  - De Amore de Armando Silva Carvalho
  - Estação Central de José Tolentino de Mendonça

- Melhor livro de ficção narrativa
  - O feitiço da Índia de Miguel Real
  - Cafuné de Mário Zambujal
  - O Rei do Monte Brasil de Ana Cristina Silva

### Música
- Melhor canção
  - Desfado de Pedro da Silva Martins
  - Os Maridos das Outras de Miguel Araújo
  - Primavera de The Gift

- Melhor trabalho de música erudita
  - Sérgio Carolino pelas obras editadas em 2012 e ação divulgadora da música portuguesa
  - Concerto para clarinete de Mário Laginha, Guimarães - Capital Europeia da Cultura
  - Joly Braga Santos - Integral das Sinfonias de Álvaro Cassuto

- Melhor disco
  - Não se deitam comigo corações obedientesde A Naifa　
  - Periplus - Deambulações Luso-gregas de Amélia Muge e Michales Loukovikas
  - Memória de Peixe de Memória de Peixe

### Rádio
- Melhor programa de rádio
  - A Cena do Ódio de David Ferreira
  - Em Sintonia de António Cartaxo
  - Fala com Ela de Inês Meneses

### Teatro
- Melhor texto português representado
  - Chão de Água de João Monge
  - Três Dedos abaixo do Joelho de Tiago Rodrigues
  - Três Mulheres em torno de um piano de Jorge Castro Guedes

- Melhor espetáculo
  - Três dedos abaixo do joelho de Tiago Rodrigues
  - Devagar de Rogério de Carvalho
  - Salomé de Bruno Bravo

- Melhor atriz
  - Maria do Céu Ribeiro em Devagar
  - Carolina Salles em Salomé
  - Rita Blanco em Os Desastres do Amor

- Melhor ator
  - Miguel Eloy em Devagar
  - António Fonseca em Vermelho
  - Rúben Gomes em Dias de Vinho e Rosas

### Televisão
- Melhor programa de entretenimento
  - Super Diva - Ópera para todos - Autoria de Catarina Molder e Realização de António Hilário/ RTP2
  - Caminhos da História - Autoria de de Joel Cleto e Realização de Pedro Oliveira/Porto Canal
  - Isto é Matemática - Autoria e Realização de Rogério Martins/SIC Notícias

- Melhor programa de ficção
  - Perdidamente Florbela- Autoria e Realização de Vicente Alves do Ó / RTP
  - Maternidade - Adaptação de Inês Gomes, realização de Sérgio Graciano/RTP
  - 4 de José Luís Peixoto, Pedro Mexia, João Tordo, Valter Hugo Mãe - Realização de Henrique Oliveira/RTP

- Melhor programa de informação
  - Momentos de Mudança de Cândida Pinto, Jorge Pelicano, João Nuno Assunção, Marco Carrasqueira, SIC
  - Câmara Clara de Paula Moura Pinheiro/RTP2
  - O Meu Pequeno Mundode Ana Sofia Fonseca/SIC

### Prémios Especiais
Prémio Vida e Obra:
- Fundação Calouste Gulbenkian

Melhor Programação Cultural Autárquica:
- Câmara Municipal de Guimarães

Prémio Autor Internacional:
- Ivan Lins